# Sophie-Éléonore de Hesse-Darmstadt
Sophie-Éléonore de Hesse-Darmstadt (7 janvier 1634 à Darmstadt – 7 octobre 1663 à Bingenheim, qui fait maintenant partie de Echzell), est landgravine de Hesse-Darmstadt, par la naissance et par mariage landgravine de Hesse-Hombourg.
Elle est la fille du comte Georges II de Hesse-Darmstadt (1605-1661) et de Sophie-Éléonore de Saxe (1609 - 1671), fille aînée de l'électeur Jean-Georges Ier de Saxe et de sa deuxième épouse Madeleine-Sibylle de Prusse.

## Biographie
À Darmstadt, le 21 avril 1650 Sophie-Éléonore épouse le cousin de son père, le comte Guillaume-Christophe de Hesse-Hombourg (1625-1681). À l'occasion de son mariage, son père lui donne le district et le château de Bingenheim. Guillaume-Christophe préfère Bingenheim à son château de Hombourg, de sorte que la famille vit principalement à Bingenheim et son époux est parfois appelé le Landgrave de Hesse-Bingenheim. Son père a promis que ses descendants mâles seront autorisés à garder Bingenheim après sa mort, cependant, seulement deux filles ont survécu à leur père. Cela conduit à un différend entre la Hesse-Darmstadt et de Hesse-Hombourg au sujet de la propriété de Bingenheim, qui est finalement réglé par Élisabeth-Dorothée de Saxe-Gotha, qui agit en tant que régente de Hesse-Darmstadt.

## Descendance
Sophie-Éléonore donne naissance à 12 enfants, mais seulement trois survivent à la petite enfance:
- Frédéric, comte héréditaire de Hesse-Hombourg (Darmstadt, 12 mars 1651 - Homburg Höhe, 27 juillet 1651).
- Christine-Wilhelmine de Hesse-Hombourg (Bingenheim, 30 juin 1653 – Grabow, 16 mai 1722), épouse de Frédéric de Mecklembourg-Grabow.
- Léopold George de Hesse-Hombourg (Bingenheim, 25 octobre 1654 – château de Gravenstein, Schleswig-Holstein, 26 février 1675), mort célibataire.
- Frédéric (Bingenheim, 5 septembre 1655 - Bingenheim, 6 septembre 1655).
- Guillaume (Bingenheim, 13 août 1656 - Bingenheim, 4 septembre 1656).
- Mort-né fils (23 juin 1657).
- Charles Guillaume (Bingenheim, 6 mai 1658 - Bingenheim, 13 décembre 1658).
- Philippe (Bingenheim, 20 juin 1659 - Bingenheim, 6 octobre 1659).
- Madeleine-Sophie (Bingenheim, 24 avril 1660 – Braunfels, 22 mars 1720), mariée à Guillaume-Maurice de Solms-Braunfels.
- Mort-né fils (7 juin 1661).
- Frédéric-Guillaume (Bingenheim, 29 novembre 1662 - Hombourg, 5 mars 1663).
- Mort-né fils (7 octobre 1663).

Elle est morte à Bingenheim âgée de 29 ans, à la suite de complications dans son dernier accouchement.